# قاسم المفتي
قاسم توفيق المفتي طبيب وباحث عراقي متخصص في مرض التدرن الرئوي، ولد في عام 1342هـ/1924م، في عنة بمحافظة الأنبار غرب العراق، وهو ابن الاستاذ الفراتي توفيق بن أحمد عارف ابن الملا قاسم المفتي بن الشيخ محمد المفتي بن عبد الله آل عريم العاني.

## نشأته ودراسته
ودرس الدراسة الابتدائية في بغداد في مدرسة المأمونية النموذجية (تطبيقات دار المعلمين) عام 1936م، والدراسة المتوسطة في المدرسة الغربية عام 1938م، وأكمل دراسته الإعدادية في الإعدادية المركزية عام1941م، وتخرج من الكلية الطبية الملكية في عام 1947م، ثم واصل دراسته الجامعية في الأمراض الصدرية في جامعة ويلز بالمملكة المتحدة عام 1958م، وحصل منها على دبلوم اختصاص في تشخيص الأمراض الصدرية، وأختص بتخصص الأمراض الصدرية من جامعة بغداد - كلية الطب عام 1962م، وأكمل دراسته في جامعة روما في إيطاليا عام 1969م، وفي جامعة براغ حصل على دبلوم في وباء التدرن وعلم الوبائيات عام 1971م.

## الوظائف والمناصب
ولقد عين في مناصب طبية منها (طبيب اختصاص) في مستشفى المنصور العسكري في بغداد عام 1948م. وطبيب مقيم في مستشفى الديوانية الملكي عام 1950م، وطبيب مقيم في مستشفى الحميات عام 1951م، ومعاون مدير مستشفى التويثة للأمراض الصدرية هام 1956م، ومدير معهد التدرن عام 1964م، وكان محاضراً في موضوع التدرن الرئوي والأمراض الصدرية في الكلية الطبية للأعوام 1965-1983م.

## من منجزاته
من أهم انجازاتهِ تدريب الكثير من الكوادر الطبية وأشرف على تدريس طلبة وتلاميذ الكلية الطبية ومعهد التدرن الرئوي ومكافحته، ونظرا لجهوده المثمرة في علم الوبائيات أنتخب رئيساً للمؤتمر الأقليمي الثاني عشر للأتحاد الدولي لمكافحة التدرن عام 1968م، ثم اختير عضواً في الأتحاد الأوربي لمكافحة التدرن، وشارك في مؤتمرات دولية عالمية. وقد كان ممثل العراق في العديد من المؤتمرات الطبية حول وباء التدرن.

## مؤلفاته
كانت له الكثير من المساهمات والمؤلفات الطبية في المجلات والصحف ومنها:
- لمحات من تاريخ الطب والتدرن في العراق - مراجعة وتقديم الدكتور ظافر سلمان هاشم - طبع عام 2019.[2]
- حقائق علمية عن لقاح بي سي جي.
- أسس علمية لتشخيص ومعالجة التدرن، 1978.
- بحوث علمية وطبية منوعة في دوريات محلية وعالمية.
- رعاية المسنين في العراق، بحث علمي عن رعاية المسنين ألقي في الحلقة الدراسية لمنظمة الأمم المتحدة، في كييف بالاتحاد السوفيتي عام 1979.

## من عائلته
- أخوه حقي توفيق المفتي (1912 - 2004 م)، وهو عسكري وحقوقي ودبلوماسي ووزير مفوض عراقي، شارك في ثورة رشيد عالي الكيلاني عام 1941.

- أبنه محمد قاسم المفتي، وهو مهندس كهرباء وشغل منصب مدير عام الشركة العامة للصناعات الكهربائية في العراق، وتوفى عام 2018.

## وفاته
توفي الدكتور قاسم المفتي في داره الواقعة بمنطقة الأعظمية في بغداد سنة 1422هـ/2002م، ودفن في مقبرة الكرخ.